# Cité Nollez
La cité Nollez est une voie du 18e arrondissement de Paris, en France.

## Situation et accès

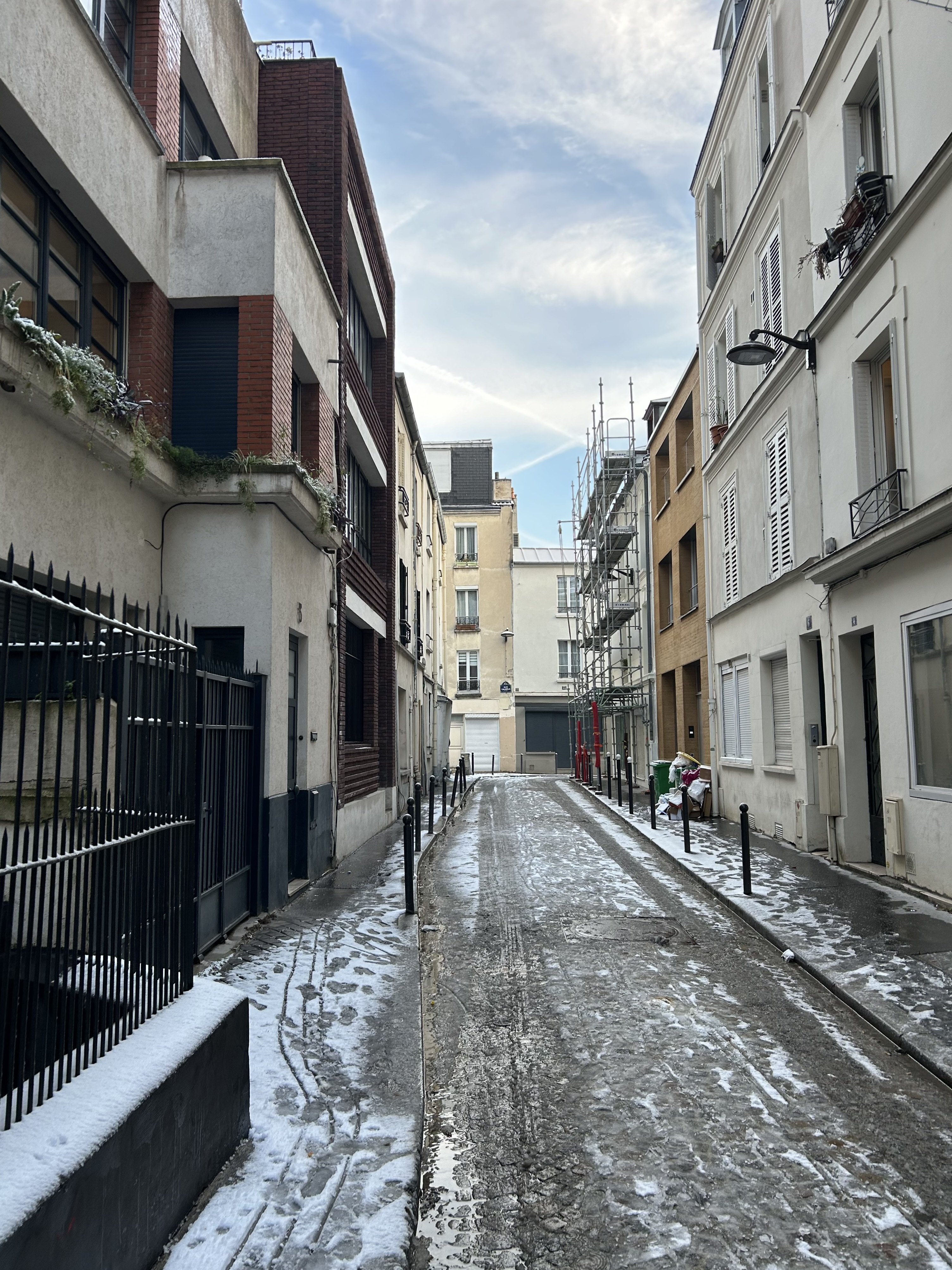
Le premier tronçon, sous la neige.

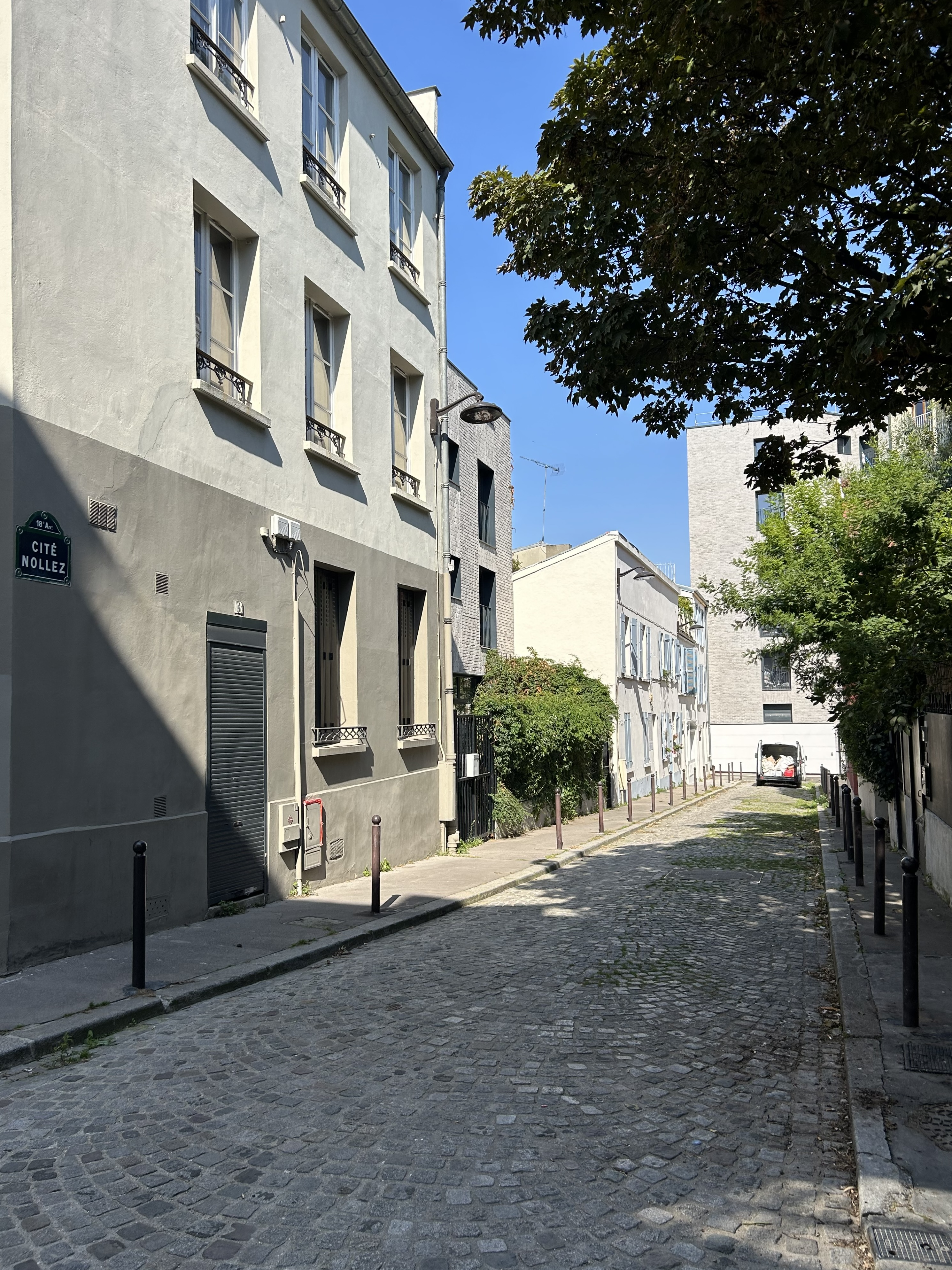
Le second tronçon.

La cité Nollez est une voie publique située dans le 18e arrondissement de Paris. Elle débute au 146, rue Ordener et se termine en impasse. Elle croise à mi-parcours la rue Calmels-Prolongée, à hauteur du no 38.

## Origine du nom
Elle porte le nom du propriétaire des terrains, M. Nollez.

## Historique
Cette voie a été ouverte en 1854 en deux tronçons non rectilignes entre eux, une courbe parallèle à la rue Calmels-Prolongée les liant :
1. tronçon de la rue Ordener à la rue Calmels-Prolongée sous son nom actuel ;
2. tronçon de la rue Calmels-Prolongée et se terminant en impasse, sous le nom d'« impasse Nollez ».

Cette voie est classée dans la voirie parisienne par un arrêté municipal du 11 mars 1994.
Il s'agissait à l'origine d'une voie privée.